# Gustave Hofman
Gustave Hofman (Cheratte, 23 juli 1939) is een voormalig Belgisch senator en lid van het Waals Parlement.

## Levensloop
Als wetenschappelijk regent werd hij beroepshalve leerkracht wetenschappen en aardrijkskunde.
Als militant van de Parti Socialiste werd hij in oktober 1970 verkozen tot gemeenteraadslid van Cheratte. Nadat Cheratte fuseerde met Wezet, werd hij daar in oktober 1976 verkozen tot gemeenteraadslid. In februari 1989 werd Hofman eerste schepen van Wezet en hij zou dit blijven tot in 2000. Van 2000 tot 2006 was hij gemeenteraadslid in de oppositie.
In 1985 werd hij rechtstreeks verkozen in de Belgische Senaat en zou er zetelen tot in 1995. Hierdoor maakte hij van 1985 tot 1995 automatisch ook deel uit van de Waalse Gewestraad en de Raad van de Franse Gemeenschap. Vervolgens zetelde hij van 1995 tot 2004 in het Waals Parlement en in het Parlement van de Franse Gemeenschap. In 2004 kon hij zich niet meer kandidaat stellen omdat hij de leeftijdslimiet van 65 jaar, die binnen de PS gold, had bereikt.
Van mei tot oktober 1988 was hij secretaris van de Waalse Gewestraad, waarna hij er van 1988 tot 1995 onder het voorzitterschap van Willy Burgeon ondervoorzitter was. Van 1995 tot 1999 was hij secretaris van het Waals Parlement, waarna er van 1999 tot 2000 ondervoorzitter en van 2000 tot 2004 opnieuw secretaris was.